# Pentatomomorpha
Pentatomomorpha — инфраотряд полужесткокрылых из подотряда клопов. Самая многочисленная группа в подотряде клопов. Среди ископаемых групп семейство †Dehiscensicoridae.

## Классификация
Пять надсемейств обычно включают в состав инфраотряда Pentatomomorpha. Наиболее базальной группой из современных считается надсемейство Aradoidea, в то время как другие, часто объединяемые в кладу Trichophora, рассматриваются более эволюционно молодыми:
- Aradoidea
- Pentatomoidea
- Coreoidea
- Lygaeoidea
- Pyrrhocoroidea

Среди них, надсемейство Pentatomoidea представляет крупную монофилетическую линию, а другие скорее полифилетические или парафилетические и нуждаются в ревизии и реклассификации. Семейство Idiostolidae иногда помещается в состав надсемейства Lygaeoidea, или же выделяется в отдельное монотипическое надсемейство Idiostoloidea.
Семейство Piesmatidae обычно включают в состав надсемейства Lygaeoidea, где рассмтаривается в статусе incertae sedis в ожидании более тщательного анализа, так как наиболее древние члены этого семейства поразительно сходны с некоторыми вымершими представителями надсемейства Aradoidea; пока их взаимоотношения не будут выяснены, признание другого монотипического надсемейства Piesmatoidea, вероятно, несколько преждевременно, но в конечном итоге может оказаться самым оправданным подходом.